# Georg Dietrich Leyding
Georg Dietrich Leyding (även: Leiding ['laɪ̯diŋ], född 23 februari 1664 i Bücken i (nuvarande) Niedersachsen; död 10 maj 1710 i Braunschweig) var en tysk kompositör under barocken och företrädare för den nordtyska orgelskolan.

## Levnad
Leyding gick från och med 1679 för fem år i lära hos Jakob Bölsche i Braunschweig. I anslutning härtill for han till Hamburg och Lybeck, för att studera vidare för Johann Adam Reincken och Diderik Buxtehude. Strax därpå återvände han till Braunschweig, för att ersätta Bölsche som hade insjuknat. Efter dennes död blev Leyding organist i kyrkorna S:t Ulrich och S:t Blasius, sedermera även i S:t Magnus. För en kort tid undergick han  kompositionsundervisning för Johann Theile i Wolfenbüttel.

## Verk
Av Leyding finns tre preludier, en variation över Von Gott will ich nicht lassen såväl som en koralbearbetning över Wie schön leuchtet der Morgenstern bevarade.